# Registrar Corp
Registrar Corp là công ty hỗ trợ các cơ sở thực phẩm, thức uống, thiết bị y tế, dược phẩm và mỹ phẩm làm theo các quy định của FDA Mỹ. Công ty cung cấp các dịch vụ hỗ trợ về quy định pháp lý của FDA cho các doanh nghiệp.

## Lịch sử
Registrar Corp được thành lập vào năm 2003 để đáp ứng các quy định của FDA Mỹ. Trụ sở chính của công ty ở Hampton, Virginia, Mỹ. Công ty đã mở rộng hệ thống văn phòng đến 19 nơi trên toàn cầu và đã hỗ trợ hơn 20,000 công ty trên khắp 150 quốc gia.

## Dịch vụ
Registrar Corp cung cấp dịch vụ đăng ký số FDA, đại diện tại Mỹ và các hỗ trợ khác cho các công ty trong và ngoài nước Mỹ trong ngành công nghiệp thực  phẩm và thức uống, thiết bị y tế, dược  phẩm mà mỹ phẩm.